# 孔慶東
孔慶東（こう けいとう、1964年9月22日—）は、中華人民共和国の作家。現在は北京大学の教授。研究分野は、中国現代文学。孔子の第73代子孫。孔子平和賞選考委員。

## 経歴
1964年9月22日、黒竜江省ハルビン市に生まれた。本籍地は山東省費県。
ハルビン市第三中学を卒業した後、北京大学中文系に入学、銭理群·厳家炎に師事。1996年、北京大学中国語文学博士課程修了。
2005年、中国中央テレビのレクチャー番組「百家講壇」で『孔慶東看武侠小説』などの講師を務めた。
2012年に、中国人の香港地下鉄車内でマナーが指摘され、「香港人は犬」とののしる場面があった。これを孔慶東香港人侮辱事件という。これに対して、香港ではデモが行われた。
現職は北大中文系教授。

## 著書
- 『青楼文化』、1995年、中国経済出版社
- 『超越雅俗：抗戦時期的通俗小説』、1998年、北京大学出版社
- 『誰主沉浮：1921年的文学』、1998年（合著）、山東教育出版社
- 『空山瘋語』、2000年、中国映画出版社
- 『自己的園地：関於周作人』、2000年、北京広播学院出版社
- 『中国現代文学史』、2000年（合著）、中国人民大学出版社
- 『井底飛天』、2001年、中国社会科学出版社
- 『独立韓秋』、2002年、京華出版社
- 『黒色的孤独』、2003年、中国友誼出版公司
- 『金庸評伝』、2004年、鄭州大学出版社
- 『口号万歳』、2004年、華齢出版社
- 『酔眼看金庸』、2005年、中国社会科学出版社
- 『四十不坏』、2005年、華文出版社
- 『孔慶東看武侠小説』、2005年、中国国際電視総公司
- 『20世紀中国通俗文学史』、2005年（合著）、高等教育出版社
- 『笑書神侠』、2006年、中国海関出版社
- 『江湖·侠客·情：走进金庸的笑傲江湖』、2007年、北京師範大学出版社
- 『正説魯迅』、2007年、中国海関出版社
- 『膾炙英雄』、2009年、重慶出版社
- 『千夫所指』、2009年、中国長安出版社
- 『无限江山』、2011年、雲南人民出版社
- 『国文国史三十年』、2011年、中華書局